# Cussonia jatrophoides
Cussonia jatrophoides là một loài thực vật có hoa trong Họ Cuồng cuồng. Loài này được Hutchinson & E.A.Bruce mô tả khoa học đầu tiên năm 1931.